# Henri Lubatti
Henri Lubatti, né le 25 février 1972 à Seattle, est un acteur américain.

## Biographie
Henri Lubatti a un père d'origine italienne et une mère française. Il sort diplômé de la Roosevelt High School de Seattle en 1990 et de l'université de Washington, en art dramatique, en 1995. Il entreprend une carrière d'acteur et apparaît dès lors dans de nombreuses séries télévisées. Il se fait connaître avec ses rôles récurrents dans 24 heures chrono et Sleeper Cell, deux séries où il interprète des rôles de terroristes, ainsi que dans Felicity et True Blood. Il joue aussi le rôle de Lumière dans un épisode de la série Once Upon a Time.

## Filmographie

### Cinéma
- 1997 : Prefontaine : Frank Shorter
- 2011 : Big Mamma : De père en fils : Vlad

### Télévision
- 1998 : X-Files : Aux frontières du réel (série télévisée, saison 5 épisode L'Œil de l'esprit) : Dr. Wilkenson
- 1999 : Atomic Train (téléfilm) : Henry Bradshaw
- 1999 : Felicity (série télévisée, 5 épisodes) : David Sherman
- 2000 : Angel (série télévisée, saison 1 épisode 15) : le chef des vampires
- 2001 : Urgences (série télévisée, saison 7 épisode 20) : Victor
- 2001 : Star Trek: Enterprise (série télévisée, saison 1 épisode 4) : Ethan Novakovich
- 2002 : 24 heures chrono (série télévisée, 4 épisodes) : Jovan Myovic
- 2002 : Dark Angel (série télévisée) (Saison 2 épisode 20 : Destinée) : C.J. Sandeman
- 2004 : Les Experts (série télévisée, saison 5 épisode 5) : Charlie Pincher
- 2004 : NIH : Alertes médicales (série télévisée, épisode 11) : infirmier Tim Miller
- 2005-2006 : Sleeper Cell (série télévisée, 18 épisodes) : Ilija Korjenic
- 2007 : Newport Beach (série télévisée, saison 4 épisodes 10 et 11) : Henri-Michel de Momourant
- 2008 : Numbers (série télévisée, saison 5 épisode 6) : Garland St. Michael
- 2010 : Bones (série télévisée, saison 5 épisode 14) : Phillip Womack
- 2011 : Burn Notice (série télévisée, saison 5 épisode 8) : Steve Cahill
- 2012 : Grimm (série télévisée, saison 1 épisodes 4 et 19) : Slivitch
- 2012 : True Blood (série télévisée, 4 épisodes) : Nigel Beckford
- 2014 : Person of Interest (série télévisée, saison 3 épisode 14) : Agent Alain Bouchard
- 2014 : Once Upon a Time (série télévisée, saison 3 épisode 15) : Lumière
- 2014 : Elementary (série télévisée, saison 2 épisodes 21 et 22) : Marchef
- 2014 : First Murder (série télévisée, saison 1 épisode 1) : Jean Lecort
- 2014 : Hawaii 5-0 (série télévisée, 2010) (série télévisée, saison 5 épisode 11) : Lukas Janssen
- 2014 : Mentalist (série télévisée, saison 7 épisode 13) : Roger
- 2015 : Salem (série télévisée, saison 2 épisode 1)
- 2015 : Battle Creek (série télévisée, saison 1 épisode 6) : Dr Mayner
- 2015 : Zoo (série télévisée, saison 1 épisode 2 & 3) : Gaspard Alves